# Toreros de Vasiukivka
Los toreros de Vasiukivka (en ucraniano: Тореадори з Васюківки) es una novela infantil humorística de tres partes escrita entre 1963 y 1970 por el escritor ucraniano Vsévolod Nestayko. El libro se considera una de las novelas infantiles más destacadas de la literatura ucraniana contemporánea y ha sido traducido a más de 20 idiomas.

## Trama
La novela consta de tres episodios (publicados como historias separadas): Las aventuras de Robinson Kukuruzo (en ucraniano: Пригоди Робінзона Кукурузо), El extraño del apartamento trece (en ucraniano: Незнайомець із тринадцятої квартири) y El secreto de las tres incógnitas (en ucraniano: Таємниця трьох невідомих). Cada episodio tiene su propia narrativa lógica, conectada con las demás sólo a través de los personajes principales.
Los personajes principales del libro son escolares ucranianos del pueblo de Vasiukivka: Pavlusha Zavgorodni (en las primeras ediciones, Kryvorotko) y Yava (Iván) Ren. La valiente Yava y la más tranquila y razonable Pavlusha están unidas por un sincero deseo de hacerse famosas en todo el mundo. Para lograrlo, a lo largo de la trilogía intentarán convertirse en toreros, atrapar espías extranjeros en su aldea, conquistar Kiev y muchas otras aventuras. El mensaje principal del libro es la verdadera amistad, el autosacrificio y la disposición a ayudar a alguien necesitado.

## Historia
Según el autor: «Vasil Evdokimenko, el artista que diseñó mis libros, me contó una vez una historia sobre unos estudiantes que se perdieron en un maizal y lograron salir solo cuando se encendió la radio en un poste del pueblo. Así escribí el cuento Aventura en el maizal, donde Yava y Pavlusha, los protagonistas de toda la trilogía Toreros de Vasiukivka, aparecieron por primera vez».
La primera historia de la trilogía se publicó en 1964 y la novela completa apareció como un solo libro en 1972. Después del colapso de la Unión Soviética, el libro fue republicado en una nueva edición, donde el autor eliminó las capas ideológicas soviéticas, eliminó algunos detalles obsoletos que son incomprensibles para el lector moderno y agregó nuevas historias.
El libro ha sido traducido a más de 20 idiomas y forma parte del currículum escolar en Ucrania.

## Adaptación cinematográfica
En 1965, el estudio de televisión de Járkov rodó una película homónima basada en el primer episodio del libro. La adaptación cinematográfica tuvo éxito no sólo en la Unión Soviética, sino también en festivales de cine extranjeros. La adaptación recibió múltiples premios: Gran Premio en el Festival Internacional de Cine de Múnich (1968), premio principal en el Festival Internacional de Cine de Austria y premio principal en el Festival Internacional de Alejandría (Australia, 1969).
Se anunció una nueva adaptación cinematográfica en 2024. 